# 차윤지
차윤지(본명: 차수아, 1996년 12월 2일 ~ )는 대한민국의 배우이자 가수이다.
B1A4 전 멤버이자 배우 차선우의 여동생이다.

## 학력
- 중앙중학교
- 서울공연예술고등학교 실용무용학과 (졸업)

## 생애
1996년 12월 2일 광주광역시에서 태어났으며, 한때 어렸을 때는 전라남도 담양 시골에서 잠시 유년기를 보낸 적이 있다. 2008년경 오빠 바로가 회사와 계약한다고 해서 따라갔는데, 그 자리에서 춤과 노래를 해 첫 오디션을 봤다. 그러나 그 당시 나이가 초등학교 6학년밖에 되지 않아 중학교 졸업을 먼저 하고 연습생 생활을 시작했다.
차윤지의 존재가 처음 알려지기 시작한 것은 2012년 초순이다.
2015년 4월 데뷔한 오마이걸의 멤버로 합류하지 못했으며, 대신 WM 엔터테인먼트는 데뷔 프로젝트를 준비한다고 언급했으나 결국 그 해 데뷔는 무산되었다.
같은 해, 12월 31일 MBC 가요대제전에서 백댄서로 출연했다.
B1A4가 2016년 11월 발표한 정규 3집 'Good Timing'의 히든트랙 '눈이 오면'을 피처링 했다.
2017년 1월 1일, `아이`라는 이름과 함께 데뷔 티저가 공개되었다. 처음엔 1월 11일에 첫 미니 음반을 발매할 예정이라고 예고했지만 완성도 높은 음악을 위해 하루 뒤인 12일로 연기되었다.
6년간의 연습생 생활을 했으며, 2017년 1월 12일 엠카운트다운에서 데뷔 무대를 가졌다. 공개되자마자 각종 음원사이트에 차트 상위권에 진입(엠넷 14위, 올레뮤직 34위, 몽키3 40위, 멜론 57위 등)했다. 2월 19일 SBS 인기가요를 끝으로 데뷔 앨범 ‘I DREAM’ 활동을 종료했다.
같은 해 10월 아이돌 리부팅 프로젝트 더 유닛에 참가자로 출연했으며 6부트를 받고 예선을 통과했으나, 건강상의 이유로 2017년 11월 24일 중도 하차를 발표했다.
2018년 1월부터 2월까지 연극 여도에 출연했다. 조선 6대 임금 단종과 그의 숙부이자 조선 7대 임금 세조의 이야기를 그린 작품으로 단종의 시점과 세종의 시점을 오가며 단종의 죽음을 서서히 파헤치는 미스터리 스릴러 형식의 추리 사극이다. 아이를 낳지 못하는 비운의 여인 교하노씨 역할을 맡았다.
2018년 10월 5일 WM엔터테인먼트와의 전속계약이 종료되었다.

## 음반 목록

### 미니 앨범
| 순서 | 음반 정보                         | 트랙 리스트                                                                                        |
| ---- | --------------------------------- | -------------------------------------------------------------------------------------------------- |
| 1    | I DREAM - 발매일: 2017년 1월 12일 | 1. 간절히 바라면 이뤄질 거야 (Feat.타이거 JK) 2. 별이 된 아이 3. I DREAM 4. ALL RIGHT 5. MY MELODY |

## 음반 외 활동

### 방송
| 연도 | 방송사 | 제목                           | 역할   | 날짜                 | 참고 |
| ---- | ------ | ------------------------------ | ------ | -------------------- | ---- |
| 2017 | KBS2   | 아이돌 리부팅 프로젝트 더 유닛 | 참가자 | 10월 28일 ~11월 25일 | 하차 |

### 연극
| 제목 | 역할     | 기간                              | 장소              |
| ---- | -------- | --------------------------------- | ----------------- |
| 여도 | 교하노씨 | 2018년 1월 13일 ~ 2018년 2월 25일 | 서울 한전아트센터 |

### 화보
| 연도 | 잡지명         | 참고 |
| ---- | -------------- | ---- |
| 2017 | 앳스타일 3월호 |      |

## 공연
| 제목     | 날짜            | 도시 | 국가     | 장소                    |
| -------- | --------------- | ---- | -------- | ----------------------- |
| 아이돌콘 | 2017년 5월 26일 | 서울 | 대한민국 | 코엑스 D홀 & 오디토리움 |